# خواص جوهرية وغير جوهرية
الخاصية الجوهرية هي خاصية يمتلكها الكائن أو الشيء في ذاته، بشكل مستقل عن الأشياء الأخرى، بما في ذلك السياق الخاص به. والخاصية غير الجوهرية (أو العلائقية) هي خاصية تعتمد على علاقات الأشياء بالأشياء الأخرى. على سبيل المثال، فإن الكتلة عبارة عن خاصية جوهرية لأي جسم مادي، في حين أن الوزن عبارة عن خاصية غير جوهرية تختلف حسب قوة مجال الجاذبية الذي يتم وضع الكائن ذي الصلة فيه. وبالتالي، فإن مسألة الجوهرية وعدم الجوهرية في الكائنات التي يمكن مراقبتها بشكل تجريبي عبارة عن مجال دراسة هام في علم الوجود، وهو فرع من فروع الفلسفة الذي يهتم بتفسير الطبيعة الجوهرية للكائن.

## المعايير
وقد قدم ديفيد لويس قائمة من المعايير التي يجب أن توضح التمييز بين الخصائص الجوهرية وغير الجوهرية بشكل جلي (مع إضافة الأرقام وخطوط الطباعة المائلة):
1. العبارة أو الجملة أو الاقتراح الذي ينسب الخصائص الجوهرية لشيء ما يتعلق بهذا الشيء بشكل كامل، في حين أن نسب الخصائص غير الجوهرية لشيء ما لا يتعلق بهذا الشيء بشكل تام، رغم أنها يمكن أن تتعلق بشكل جيد بكيان أكبر يشتمل على هذا الشيء كجزء منه.
2. يكون لشيء ما خصائصه الجوهرية بسبب الحال التي يكون عليها هذا الشيء، وليس شيء آخر. ولا يكون الأمر كذلك فيما يتعلق بالخصائص غير الجوهرية، رغم أن الشيء يمكن أن يمتلك تلك الخصائص بسبب الحال التي يكون عليها شيء أكبر أكثر شمولية.
3. السمات الجوهرية لشيء ما تعتمد بشكل حصري على هذا الشيء، في حين أن الخصائص غير الجوهرية لشيء ما يمكن أن تعتمد، سواء بشكل كامل أو بشكل جزئي، على شيء آخر.
4. إذا كان هناك شيء ما له خاصية جوهرية، يسري نفس الأمر على أي نسخة مكررة مشابهة تمامًا لهذا الشيء، في حين أن النسخ المكررة الموجودة في الأشياء المختلفة المحيطة تختلف في سماتها غير الجوهرية.

## القيمة
الخصائص الجوهرية تكون ذات طبيعة أساسية في فهم الأخلاق الواجبة لـكانت، والتي تعتمد على الجدال بأنه يجب النظر إلى الإجراء اعتمادًا على القيمة الجوهرية (قيمة الإجراء في حد ذاته) مع أخذ الأخلاقيات والأخلاق في الاعتبار، على العكس من الجدل المتعلق بالنفعية التبعية التي تدعو إلى النظر إلى الإجراء من خلال قيمة نتائجه.

## الجوهرية وعدم الجوهرية

### الجوهرية
الجوهرية تعني الاعتقاد بأن القيمة سمة غير ذات علاقة بالكائن. وهذا يعني أن الكائن يمكن أن تكون له قيمة أو لا، أو يكون جيدًا أو لا، بدون الرجوع إلى لصالح من يكون جيدًا أو لا يكون جيدًا، وبدون الرجوع إلى السبب في كونه جيدًا أو غير جيد. ومن الأمثلة المعاصرة لذلك الاعتقاد بأن الأسلحة ضارة. فالأشخاص يعتقدون أن الأسلحة ضارة في حد ذاتها.

### عدم الجوهرية
عدم الجوهرية تشير إلى عدم الميل إلى التركيز بشدة على الأمور الخارجية بدلاً من الحقائق الأكثر تعمقًا. وفيما يتعلق بالأخلاقيات والأخلاق، فإنها تميل إلى التركيز على الاحتفاء الخارجي بالقوانين والتعاليم، مع الاهتمام بشكل أقل بالسلوك الأخلاقي الجوهري للمبادئ المطلقة.

## وصلات خارجية
- The Stanford Encyclopedia of Philosophy on intrinsic and extrinsic properties
- The Stanford Encyclopedia of Philosophy on intrinsic and extrinsic value